# Aldo Antognazzi
Aldo Néstor Antognazzi (Rosario, 31 de julio de 1941) es un pianista y docente argentino.
Participó en la formación de varias generaciones de pianistas argentinos.
Actuó como solista de las principales orquestas de Argentina, presentándose además en Alemania, Brasil, Colombia, España, Estados Unidos, Italia, México y Uruguay.

## Síntesis biográfica
Aunque nació en Rosario, estudió desde su infancia en la ciudad de Buenos Aires con el maestro Tino Rossetti. A los 10 años realizó su primera presentación en público y desde entonces ha actuado frecuentemente en giras internacionales. A los 20 años obtuvo una beca que le permitió estudiar en Italia con el gran virtuoso Arturo Benedetti Michelangeli (en la ciudad de Arezzo) y después con el maestro Carlo Vidusso (en Milán). Su formación teórica estuvo guiada por el pianista Guillermo Scarabino, en Buenos Aires.
Además de un vasto repertorio para piano solo, ha desarrollado una intensa actividad como pianista de cámara junto al violinista Szymsia Bajour (concertino de la Orquesta Estable del Teatro Colón); con el saxofonista y clarinetista Paquito D'Rivera ―con quien grabó a fines de 1998 un CD, titulado Música de dos mundos―.
Ofreció recitales y grabó junto a
Aurora Nátola Ginastera,
Rubén González,
Rafael Gíntoli,
Claudio Baraviera,
Jorge Risi,
Siegfried Fiedler,
Carmencita Lozada,
Alfredo Ianelli,
Quinteto de Vientos del Mozarteum de Buenos Aires,
Cuarteto de Cuerdas y Quinteto de Vientos de la Universidad de Cuyo (Mendoza).
A lo largo de su carrera se presentó como solista de muchos organismos orquestales, bajo la dirección de destacados directores de orquesta:
Gabriel Schmura,
Jean Fournet,
Víctor Tevah Tellias (1912-1988),
Pedro Ignacio Calderón,
Simón Blech,
Gilbert Amý (París, 1936-),
Guillermo Scarabino (1940-),
Erol Erdinç,
Jorge Rotter,
Hans Graff,
Julio Malaval,
Valentin Kozhin,
Juan Carlos Zorzi,
Carmen Moral,
Gudmundur Emilsson,
Washington Castro,
Paul Bonneau,
Vincenzo Fittipaldi,
Reynaldo Zemba,
Jorge Fontenla,
Guillermo Becerra,
Ljerko Spiller,
Bruno D'Astoli (1934-),
Eduardo Alonso Crespo.
En 1997 integró el jurado del Concurso Internacional de Piano de Viña del Mar (en Chile) y en 1998 fue invitado para dictar cursos en el XX Curso Internacional de Verano de la Escuela de Música de Brasilia (Brasil). Es el director artístico del Ensemble Antognazzi, agrupación que combina la música con la danza moderna y cuyos integrantes son todos miembros de su familia. Uno de los objetivos del grupo es el de incorporar a su repertorio obras instrumentales de diversos estilos, pero poniendo especial énfasis en las corrientes más modernas de la composición coreográfica y musical. En el año 2000, el Ensemble realizó una exitosa gira por ciudades de Estados Unidos y de Alemania.
Profesor de Piano en la Universidad Nacional del Litoral, en la Universidad Nacional de Rosario, en la Musikschule de Siegen (Alemania) y en el Departamento de Artes Musicales del IUNA.

## Discos
Grabó más de 20 discos para los sellos Qualiton, Irco y Acqua Records.
En 1992 comenzó a grabar para el sello alemán Aurophon/Cascade, junto a sus discípulos, la serie integral para piano y música de cámara de Muzio Clementi.

## Actividades docentes
Se desempeñó como profesor de piano en la Escuela Superior de Música (de la Universidad Nacional de Rosario) y en el Instituto Superior de Música (de la Universidad del Litoral) en Santa Fe).
A su regreso en Argentina se desempeñó como profesor en la cátedra de Música de cámara del Conservatorio Nacional de Música de Buenos Aires "Carlos López Buchardo", donde en la actualidad es titular de una cátedra de Piano. Desde junio de 1984 hasta noviembre de 1987 se desempeñó como profesor de la cátedra Conjuntos de Cámara. Desde el 15 de mayo de 1985 hasta la actualidad se desempeña como profesor de la cátedra de piano superior.

## Actividades en el exterior
La Musikschule der Stadt Siegen (Escuela de Música de la Ciudad de Siegen, en Alemania) lo contrató desde el 21 de noviembre de 1977 hasta el 15 de abril de 1981 para desempeñarse como profesor de Piano (todos los niveles).
La Escuela de Música de Brasilia (Brasil) lo contrató para dictar Piano en el XX Curso Internacional de Verano, del 7 de enero al 24 de enero de 1998.

## Actividad docente privada
Desde 1958 hasta la fecha enseña privadamente Piano, Música de Cámara y Análisis Musical en forma ininterrumpida en las ciudades de Buenos Aires, Rosario y Siegen (Alemania). Continúa en Buenos Aires dictando clases a alumnos que provienen de ciudades del interior y países limítrofes.
Se desempeñó como jefe de una cátedra de Piano en el Collegium Musicum de Buenos Aires.
Se desempeñó como profesor de Piano y supervisor de la cátedra de Piano en la Casa de la Cultura de General Roca (provincia de Río Negro), la que posteriormente perteneció a DINADEA, y en la actualidad depende del INSA (Instituto Nacional Superior de Artes).

## Premios y distinciones
Fue distinguido con el Premio Gardel, el Premio Trayectoria de la Asociación de Críticos Musicales de Argentina y el del Concejo de la Municipalidad de Rosario.
En 1999 recibió el Premio Kónex de Platino como pedagogo, y el Diploma al Mérito en Música Clásica.
En 2009 fue jurado de Música Clásica en los Premios Kónex.